# Psychotria sumatrensis
Psychotria sumatrensis är en måreväxtart som beskrevs av Henry Nicholas Ridley. Psychotria sumatrensis ingår i släktet Psychotria och familjen måreväxter. Inga underarter finns listade i Catalogue of Life.